# 澳門炮台

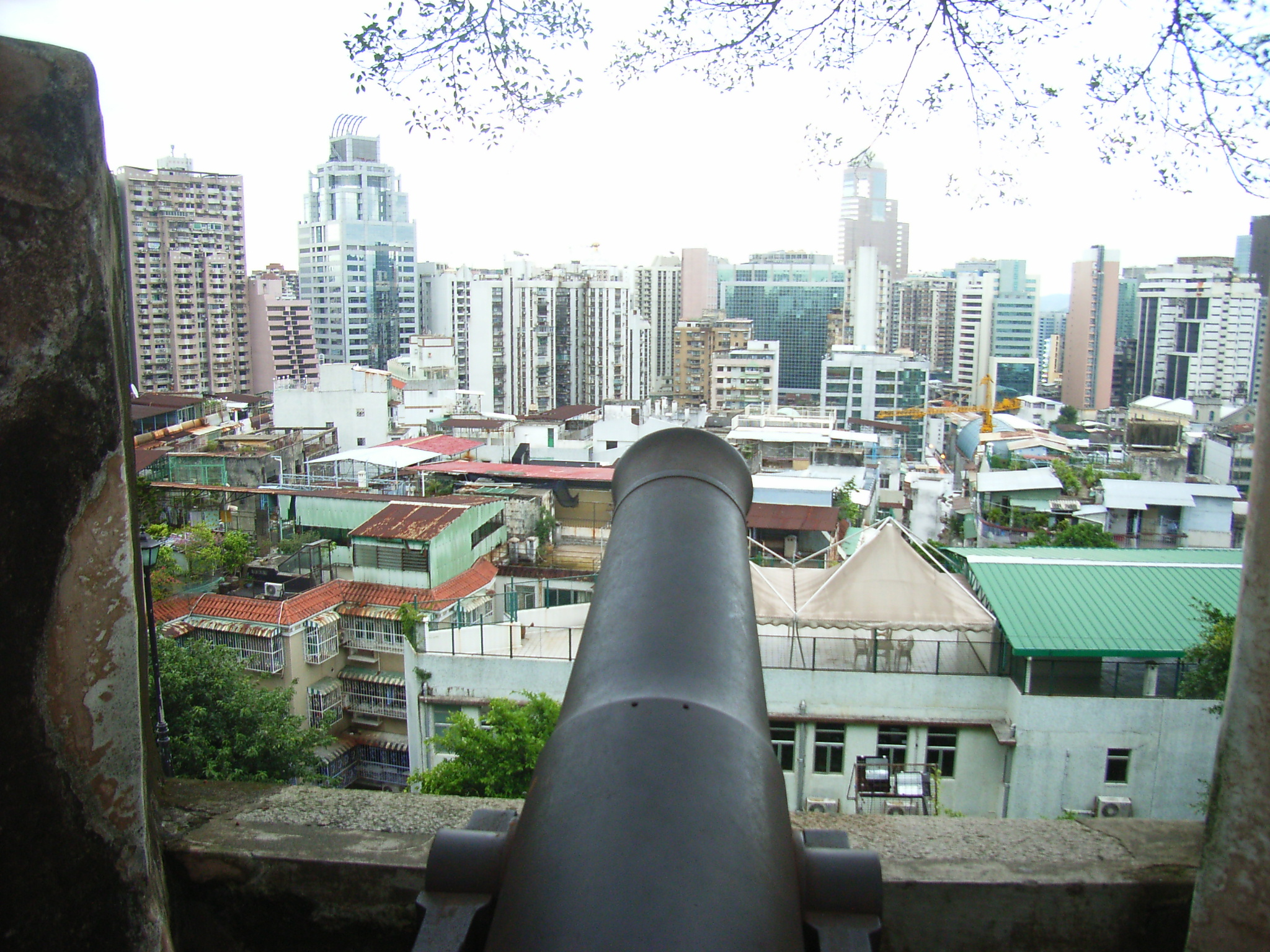
澳門大炮台外望景況

澳門炮台是位於澳門境內各地區的炮台，為昔日維持地區安全的軍事設施。澳門的炮台在密度與數量方面，堪稱大中華地區最多炮台的地方。現今各澳門炮台已全部退役，大部分已被拆卸或被改建，餘下的均成為澳門境內的古老建築物。
澳門的各炮台沒有劃一的設計，所能裝設的大炮數量亦沒有劃一的規定。由於大炮射程不一，不同地區的炮台會與其他地區的炮台 （部分有城牆相連）共同組成軍事火力防禦網，維護防禦地區之安全。炮台除裝設大炮外，通常都設有兵營、監視亭、軍火庫等軍事設施。

## 位置
昔日澳門之炮台大多安置在地區內的山崗上或海岸地區，主要是防禦由海路進侵的敵人（包括海盜與其他國家）。但在澳門為葡萄牙所統治的殖民地時期，一些炮台是朝向中國方向。現隨城市的建設與填海造地，有些現存的炮台已被林立的大廈所包圍或位處於內陸地區了。

## 炮台列表與近況

### 澳門半島

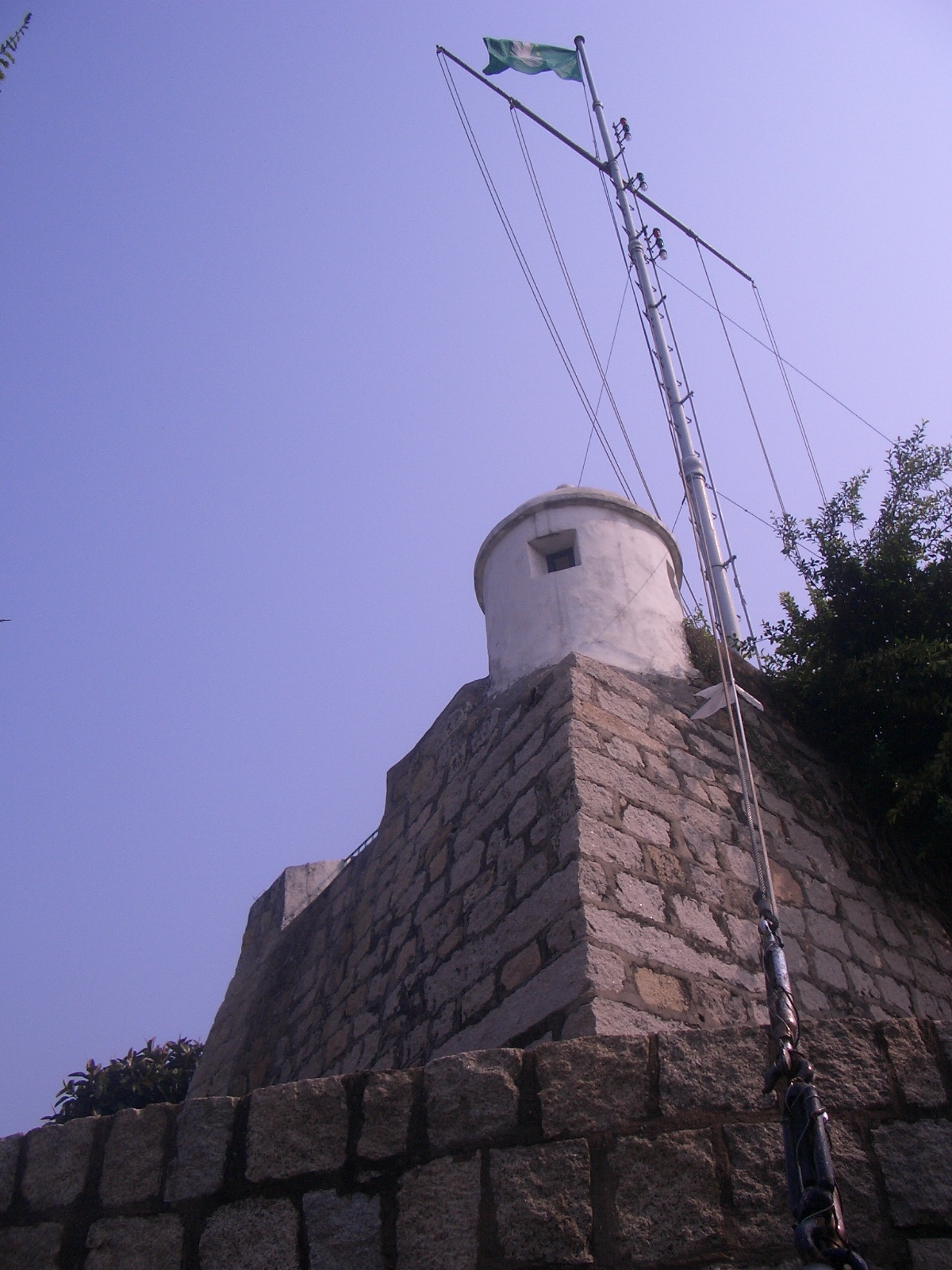
東望洋炮台堡壘城牆與暸望台

- 大炮台 — 保存，成為澳門歷史城區之一部分
- 仁伯爵炮台 — 已拆卸
- 西望洋山炮台 — 已改建
- 竹仔室炮台 — 已改建，但部分仍保存
- 燒灰爐炮台 — 保存
- 伯多祿炮台 — 已拆卸
- 沙梨頭炮台 — 已拆卸
- 青洲山炮台 — 已被毀，只餘遺跡
- 東望洋山炮台 — 保存，成為澳門歷史城區之一部分
- 馬蛟炮台 — 已被毀，只餘遺跡
- 望廈炮台 — 保存
- 媽閣炮台 — 已改建
- 嘉思欄炮台 — 大部分已改建，現存部分被保存
- 臘一炮台 — 已拆卸
- 雀仔園炮台 — 已拆卸
- 聖若昂炮台 — 已拆卸

### 澳門離島
- 氹仔炮台 — 已改建
- 路環炮台 — 已改建

### 前澳門屬地
- 銀坑炮台 — 已拆卸